# Thirlwall
Thirlwall – civil parish w Anglii, w hrabstwie Northumberland. W 2011 civil parish liczyła 455 mieszkańców.